# Яблонець (футбольний клуб)
ФК «Яблонець» (чеськ. FK Jablonec) — чеський футбольний клуб з Яблонця-над-Нисою, заснований 1945 року. Виступає у Гамбрінус лізі. Дворазовий володар Кубка Чехії, віце-чемпіон Чехії 2010 року. Домашні матчі проводить на стадіоні «Стшельниці».

## Історія
Клуб був заснований 5 червня 1945 року як «ЧСК Яблонець над Нісоу» (чеськ. Český sportovní klub Jablonec nad Nisou).
«Яблонець» зіграв свій перший сезон у вищому дивізіоні Чехословаччини у сезоні 1974/75, проте вилетів з нього вже в наступному розіграші, зайнявши 15 місце. Клуб виграв Другу лігу Чехії 1993/94 і повернувся вже в чемпіонат Чеської Республіки. «Яблонець» посів третє місце чемпіонаті Чехії 1996/97, це був найкращий результат команди на той момент. В результаті команда кваліфікувалася у Кубок УЄФА 1997/98, де двічі виграла і двічі зіграла внічию. У тому ж сезоні клуб виграв Кубок Чехії, тим самим кваліфікувався у Кубок кубків 1998/99.
«Яблонець 97» дійшов до фіналу Кубка Чехії 2006/07, однак поступився «Спарті» (1:2), але здобув право виступити у другому відбірковому раунді Кубка УЄФА 2007/08. У сезоні 2009/10 команда посіла друге місце в чемпіонаті Чехії, це найвищий результат за всю історію існування клубу.
У сезоні 2010/11, нападник Давід Лафата зайняв перше місце в списку бомбардирів з 19 м'ячами, а також допоміг команді посісти третє місце, в наступному сезоні Лафата забив рекордні 25 м'ячів, проте клуб посів лише 8 місце. Лафата забив ще 13 м'ячів у 16 матчах у першому колі чемпіонату Чехії 2012/13, перш ніж перейшов у празьку «Спарту».
У червні 2014 року команду очолив Ярослав Шилгавий, який запросив у клуб досвідченого чеського півзахисника Томаша Гюбшмана та молодого туркменського вінгера Руслана Мінгазова. У сезоні 2014/15 команда пробилася у фінал Кубка Чехії, де програла «Словану» (1:1, пен. 1:3), а також завоювала бронзові медалі Чемпіонату Чехії.
1 липня 2015 року клуб був перейменований у ФК «Яблонець».

## Колишні назви

Логотип ФК «Бауміт» (2008—2015)

- ЧСК Яблонець над Нісою (Český sportovní klub Jablonec nad Nisou) — 1945—1948
- СК Ябллонець над Нісою (Sportovní klub Jablonec nad Nisou) — 1948—1955
- Сокол Преціоса Яблонець на Нісою (Sokol Preciosa Jablonec nad Nisou) — 1955—1960
- ТЄ Їскра Яблонець над Нісою (Tělovýchovná jednota Jiskra Jablonec nad Nisou) — 1960—1963
- ТЄ ЛІАЗ Яблонець на Нісою (Tělovýchovná jednota Liberecké automobilové závody Jablonec nad Nisou) — 1963—1993
- ТЄ Склобіжу Яблонець на Нісою (Tělovýchovná jednota Sklobižu Jablonec nad Nisou) — 1993—1994
- ФК «Яблонець над Нісою» (Fotbalový klub Jablonec nad Nisou, a.s.) — 1994—1998
- ФК «Яблонець» 97 (Fotbalový klub Jablonec 97, a.s.) — 1998—2008
- ФК «Бауміт» Яблонець (Fotbalový klub BAUMIT Jablonec, a.s.) — 2008—2015
- ФК «Яблонець» (Fotbalový Klub Jablonec, a.s.) — з 2015

### Склад
Станом на 15 липня 2018
| №  | Поз. | Нац.       | Гравець              |
| -- | ---- | ---------- | -------------------- |
| 1  | ВР   | Чехія      | Ян Гануш             |
| 2  | ЗХ   | Чехія      | Давід Говорка        |
| 3  | ПЗ   | Чехія      | Томаш Гюбшман (кап.) |
| 5  | ЗХ   | Чехія      | Матей Ганоусек       |
| 6  | ПЗ   | Чехія      | Мілош Кратохвіл      |
| 7  | ПЗ   | Словаччина | Якуб Поважанець      |
| 8  | ПЗ   | Чехія      | Лукаш Масопуст       |
| 9  | НП   | Латвія     | Давіс Ікаунієкс      |
| 10 | ПЗ   | Чехія      | Міхал Травнік        |
| 11 | ПЗ   | Чехія      | Матей Кубіста        |
| 13 | ЗХ   | Чехія      | Давід Лішка          |
| 14 | ПЗ   | Чехія      | Давід Бреда          |

| №  | Поз. | Нац.       | Гравець          |
| -- | ---- | ---------- | ---------------- |
| 15 | НП   | Чехія      | Мартін Долежал   |
| 18 | ПЗ   | Уругвай    | Рафаель Акоста   |
| 19 | НП   | Чехія      | Ян Храмоста      |
| 20 | ВР   | Чехія      | Мартін Клемент   |
| 22 | ЗХ   | Сербія     | Никола Янкович   |
| 23 | ЗХ   | Чехія      | Томаш Бржечка    |
| 24 | ПЗ   | Чехія      | Домінік Плештіл  |
| 25 | НП   | Чорногорія | Владимир Йовович |
| 26 | ЗХ   | Чехія      | Томаш Голеш      |
| 27 | ПЗ   | Чехія      | Войтех Кубіста   |
| 30 | ВР   | Чехія      | Властіміл Грубий |

## Головні тренери
| - Їржі Котрба (1993) - Йозеф Пешице (1993–95) - Їржі Котрба (1995–98) - Ярослав Дочкал (1998) - Юліус Бєлик (1999) - Зденек Клуцький (1999—2000) - Їндржих Деймал (2000) | - Ярослав Гржебік (2000–01) - Властіміл Палічка (2001–03) - Петр Рада (жовтень 2003 – червень 2007) - Любош Козел (2007) - Франтішек Комняцький (жовтень 2007 — червень 2012) - Вацлав Котал (липень 2012 — травень 2013) | - Роман Скугравий (травень 2013 — травень 2014) - Ярослав Шилгавий (червень 2014 — грудень 2015) - Зденко Фртала (грудень 2015 — жовтень 2016) - Зденек Клуцький (жовтень 2016 — грудень 2017) - Петр Рада (грудень 2017 —) |

## Статистика

### Виступи в Чехії
| Сезон     | Ліга    | Місце | І  | В  | Н  | П  | ГЗ | ГП | РГ  | О  | Кубок       |
| --------- | ------- | ----- | -- | -- | -- | -- | -- | -- | --- | -- | ----------- |
| 1993–1994 | 2. liga | 1     | 30 | 22 | 7  | 1  | 62 | 17 | +45 | 51 | 1/16 фіналу |
| 1994–1995 | 1. liga | 10    | 30 | 11 | 6  | 13 | 37 | 33 | +4  | 39 | 1/32 фіналу |
| 1995–1996 | 1. liga | 3     | 30 | 16 | 5  | 9  | 45 | 26 | +19 | 53 | Півфінал    |
| 1996–1997 | 1. liga | 3     | 30 | 17 | 5  | 8  | 40 | 29 | +11 | 56 | Чвертьфінал |
| 1997–1998 | 1. liga | 6     | 30 | 12 | 10 | 8  | 47 | 33 | +14 | 46 | Володар     |
| 1998–1999 | 1. liga | 12    | 30 | 9  | 8  | 13 | 37 | 46 | –9  | 35 | 1/8 фіналу  |
| 1999–2000 | 1. liga | 14    | 30 | 7  | 11 | 12 | 24 | 36 | –12 | 32 | Чвертьфінал |
| 2000–2001 | 1. liga | 12    | 30 | 8  | 8  | 14 | 26 | 40 | –14 | 32 | Чвертьфінал |
| 2001–2002 | 1. liga | 9     | 30 | 10 | 10 | 10 | 35 | 33 | +2  | 40 | 1/16 фіналу |
| 2002–2003 | 1. liga | 12    | 30 | 7  | 13 | 10 | 29 | 39 | –10 | 34 | Фінал       |
| 2003–2004 | 1. liga | 10    | 30 | 8  | 14 | 8  | 27 | 32 | –5  | 38 | 1/8 фіналу  |
| 2004–2005 | 1. liga | 6     | 30 | 12 | 9  | 9  | 33 | 27 | +6  | 45 | Чвертьфінал |
| 2005–2006 | 1. liga | 8     | 30 | 10 | 7  | 13 | 35 | 39 | –4  | 37 | 1/32 фіналу |
| 2006–2007 | 1. liga | 9     | 30 | 9  | 11 | 10 | 31 | 32 | –1  | 38 | Фінал       |
| 2007–2008 | 1. liga | 12    | 30 | 8  | 9  | 13 | 24 | 32 | –8  | 33 | Чвертьфінал |
| 2008–2009 | 1. liga | 5     | 30 | 14 | 4  | 12 | 43 | 37 | +6  | 46 | 1/8 фіналу  |
| 2009–2010 | 1. liga | 2     | 30 | 18 | 7  | 5  | 42 | 24 | +18 | 61 | Фінал       |
| 2010–2011 | 1. liga | 3     | 30 | 17 | 7  | 6  | 65 | 34 | +31 | 58 | Чвертьфінал |
| 2011–2012 | 1. liga | 8     | 30 | 11 | 7  | 12 | 54 | 43 | +11 | 40 | Півфінал    |
| 2012–2013 | 1. liga | 4     | 30 | 13 | 10 | 7  | 49 | 41 | +8  | 49 | Володар     |
| 2013–2014 | 1. liga | 11    | 30 | 9  | 7  | 14 | 43 | 53 | –10 | 34 | Півфінал    |
| 2014–2015 | 1. liga | 3     | 30 | 19 | 7  | 4  | 58 | 22 | +36 | 64 | Фінал       |
| 2015–2016 | 1. liga | 7     | 30 | 10 | 11 | 9  | 46 | 39 | +7  | 41 | Фінал       |
| 2016-2017 | 1. liga | 8     | 30 | 9  | 12 | 9  | 43 | 38 | +5  | 39 | 1/16 фіналу |
| 2017–2018 | 1. liga | 3     | 30 | 16 | 8  | 6  | 49 | 27 | +22 | 56 | Фінал       |
| 2018–2019 | 1 ліга  | 4     | 35 | 17 | 6  | 12 | 58 | 32 | +26 | 57 | 1/8 фіналу  |
| 2019–2020 | 1 ліга  | 4     | 35 | 14 | 9  | 12 | 48 | 52 | –4  | 51 | Чвертьфінал |
| 2020–2021 | 1 ліга  | 3     | 34 | 21 | 6  | 7  | 59 | 33 | +26 | 69 | Чвертьфінал |

### Єврокубки
| Сезон   | Турнір                      | Раунд | Клуб                | Вдома | В гостях | Загалом        |
| ------- | --------------------------- | ----- | ------------------- | ----- | -------- | -------------- |
| 1997–98 | Кубок УЄФА                  | 1КР   | Карабах             | 5–0   | 3–0      | 8–0            |
| 1997–98 | Кубок УЄФА                  | 2КР   | Еребру              | 1–1   | 0–0      | 1–1            |
| 1998–99 | Кубок володарів кубків УЄФА | 1Р    | Аполлон (Лімасол)   | 2–1   | 1–2      | 3–3 (3–4 пен.) |
| 2007–08 | Кубок УЄФА                  | 2КР   | Аустрія (Відень)    | 1–1   | 3–4      | 4–5            |
| 2010–11 | Ліга Європи УЄФА            | 3КР   | АПОЕЛ               | 1–3   | 0–1      | 1–4            |
| 2011–12 | Ліга Європи УЄФА            | 2КР   | Фламуртарі (Вльора) | 5–1   | 2–0      | 7–1            |
| 2011–12 | Ліга Європи УЄФА            | 3КР   | АЗ                  | 1–1   | 0–2      | 1–3            |
| 2013–14 | Ліга Європи УЄФА            | 3КР   | Стремсгодсет        | 2–1   | 3–1      | 5–2            |
| 2013–14 | Ліга Європи УЄФА            | ПО    | Реал Бетіс          | 1–2   | 0–6      | 1–8            |
| 2015–16 | Ліга Європи УЄФА            | 3КР   | Копенгаген          | 0–1   | 3–2      | 3–3            |
| 2015–16 | Ліга Європи УЄФА            | ПО    | Ajax                | 0–0   | 0–1      | 0–1            |
| 2018–19 | Ліга Європи УЄФА            | Гр    | Ренн                | 0–1   | 1–2      | 4-е            |
| 2018–19 | Ліга Європи УЄФА            | Гр    | Динамо (Київ)       | 2–2   | 1–0      | 4-е            |
| 2018–19 | Ліга Європи УЄФА            | Гр    | Астана              | 1–1   | 1–2      | 4-е            |
| 2019–20 | Ліга Європи УЄФА            | 2КР   | Пюнік               | 0–0   | 1–2      | 1–2            |
| 2020–21 | Ліга Європи УЄФА            | 2КР   | ДАК 1904            | Н/Д   | 3–5 (дч) | Н/Д            |
| 2021–22 | Ліга Європи УЄФА            | 3КР   |                     |       |          |                |

## Досягнення
- Гамбрінус ліга
  - Срібний призер: 2010.
  - Бронзовий призер: 1996, 1997, 2011, 2021.

- Кубок Чехії
  - Володар кубка: 1998, 2013.
  - Фіналіст: 2003, 2007, 2010, 2015, 2016, 2018.

- Чеська Ліга 2
  - Переможець: 1993-94.

- Суперкубок Чехії
  - Володар кубка: 2013